# Hannah Wilke
Pour les articles homonymes, voir Wilke.
Hannah Wilke, née Arlene Hannah Butter le 7 mars 1940 à New York et morte le 28 janvier 1993 à Houston, est une artiste américaine travaillant plusieurs média : peinture, sculpture, photographie, vidéo et performance.
Elle accède à la notoriété dans les années 1960 avec ses sculptures de vulves en terre cuite. Elle est considérée depuis comme une pionnière de l'art féministe.

## Biographie
Hannah Wilke naît en 1940 à New York, de parents juifs immigrés d'Europe de l'Est.
Elle étudie l'art et les sciences de l'éducation à la Tyler School of Art, à l'Université Temple de Philadelphie.
Pendant près de 30 ans, elle est professeure d'art dans plusieurs écoles (Plymouth Meeting de 1961 à 1965 et White Plains de 1965 à 1970) avant d’enseigner la sculpture à la School of Visual Arts de New York, de 1974 à 1991.
De 1966 à 1977, elle travaille et voyage en compagnie de l'artiste américain du pop art Claes Oldenburg, avec qui elle entretient une relation.
Hannah Wilke meurt en 1993 d'un lymphome. La Hannah Wilke Collection & Archive, basée à Los Angeles, a été fondée en 1999 par la sœur de Hannah Wilke, Marsie Scharlatt, et sa famille.

## Œuvre

### Débuts
Les sculptures de Hannah Wilke, les vulves en terre cuite, sont d'abord exposées à New York à la fin des années 1960, et sont souvent citées comme les premières images explicitement vaginales émergeant du mouvement féministe américain Women's Lib. Elles deviennent la signature de l'artiste et celle-ci en réalise plusieurs variations au cours de sa vie, jouant avec différents matériaux, couleurs et tailles, notamment avec des installations grand format.
En tant que dessinatrice accomplie, Hannah Wilke réalise de nombreux dessins à partir des années 1960 et jusqu'à la fin de sa vie. Dans une critique de ses dessins exposées à la galerie Ronald Feldman Fine Arts en 2010, Thomas Micchelli écrit dans le Brooklyn Rail : « au cœur de son travail, il y a la création de choses […] une artiste dont la sensualité et l'humour sont à l'égal de sa perspicacité et sa rigueur tactile. »
Elle pratique également la performance, souvent enregistrée en vidéo. Elle commence en 1974 avec Hannah Wilke Super-t-Art, performance donnée à la galerie The Kitchen à New York, dont elle tire également une importante série photographique.

### Body Art
En 1974, Hannah Wilke commence à travailler sur son œuvre photographique de body art, S.O.S — Starification Object Series, dans laquelle il s'agit de confondre sa sculpture minimale et son propre corps : elle modèle des petites vulves en chewing-gum et les colle sur son corps.
La disposition égale des vulves sur elle rappelle la simplicité formelle de l'art minimal. Elle se fait ensuite photographier avec différentes poses archétypales de pin-up, créant ainsi une juxtaposition qui évoque à la fois le glamour et la scarification tribale. Selon elle, les marques sur son corps doivent être perçues comme une conscience de l'holocauste. Ces postures caricaturent les canons de la beauté féminine à l'américaine et de la mode, pointant également un intérêt pour la scarification cérémonielle. De ce travail, elle tire 50 autoportraits conçus comme un jeu : S.O.S.Starification Object Series: An Adult Game of Mastication (1974-1975) érigé en installation, qui est aujourd'hui détenue par le Centre Pompidou à Paris.
Elle propose également cette œuvre sous la forme d'une performance publique donnée à Paris en 1975 : elle demande alors aux spectateurs de mâcher le chewing-gum qu'elle sculptera ensuite pour le coller sur des papiers suspendus aux murs. Parfois, Hannah Wilke utilise également le chewing-gum comme un matériau coloré à part entière pour des sculptures individuelles : elle en assemble plusieurs morceaux pour réaliser une vulve plus complexe faite de différentes couches.
Hannah Wilke utilise le terme « Performalist Self-Portrait » pour légender la série S.O.S.Starification Object Series. Elle est assistée dans son travail et inspirée par ses proches, notamment son père (First Performalist Self-Portrait, 1942–77) et sa sœur Marsie (Butter) Scharlatt (Arlene Hannah Butter and Cover of Appearances, 1954–77). Le titre de l’œuvre incluant performance et photographie, So Help Me Hannah, 1979, provient d'une expression populaire des années 1930 et 1940, qui s'amuse du stéréotype de la mère juive et fait référence à la relation de Hannah Wilke avec sa mère.
Outre Hannah Wilke Super-t-Art (1974), l'artiste est reconnue pour d'autres performances qui mettent en jeu le corps : Gestures (1974), Hello Boys (1975), Intercourse with… (audio installation)1974–1976, Intercourse with... (video) 1976, et Hannah Wilke Through the Large Glass présentée au Philadelphia Museum of Art en 1977.

### L’œuvreIntra-Venus
Sa dernière œuvre, Intra-Venus (1992–1993) est diffusée à titre posthume. Il s'agit d'un compte-rendu photographique de sa transformation physique sous l'effet de la maladie, de la chimiothérapie et d'un transfert de moelle osseuse. Les photos sont prises par son mari Donald Goddard, avec qui elle vit depuis 1982 et qu'elle épouse en 1992, peu avant sa mort. Le spectateur y voit l'évolution de l'artiste, allant d'une vie heureuse à un corps chauve, abîmé et résigné. Cette œuvre comprend également une série d'aquarelles et de dessins ainsi que l'installation vidéo Intra Venus Tapes. Elle peut être vue en diptyque avec Portrait of the Artist with Her Mother, Selma Butter, 1978–82, qui rend compte du combat de sa mère contre le cancer. Hannah Wilke dit avoir intégré la maladie de sa mère. Intra-Venus a été exposée et diffusée après sa mort, en partie pour transmettre le point de vue de l'artiste selon laquelle les procédures médicales ont pour but de cacher le patient, comme si mourir était une honte personnelle.

## Perspective critique
Dans son travail, Hannah Wilke se présente souvent comme un mannequin adoptant des poses glamour et clichés. Son usage de l'autoportrait dans la photographie et la performance a été interprété comme une célébration du Moi, de la féminité et du féminisme. Paradoxalement, il a aussi été perçu comme une déconstruction artistique des représentations culturelles de la vanité féminine, du narcissisme et de la beauté.
Hannah Wilke se considère et se présente comme une artiste féministe dès ses débuts. La critique d'art Ann-Sargent Wooster considère cependant que son identification au féminisme était problématique à cause de sa beauté : ses autoportraits prenaient le risque d'évoquer la page centrale du magazine Playboy plutôt que des nus empreints de revendications féministes.
Cette critique souvent reprise de sa manière de se mettre en scène est mise en déroute au début des années 1990, quand Hannah Wilke commence à documenter la destruction progressive de son corps avec Intra-Venus.

## Reconnaissance
En 1972, elle est incluse dans Some Living American Women Artists, un collage féministe de Mary Beth Edelson.
Le travail de Hannah Wilke est exposé à l'échelle nationale et internationale tout au long de sa vie, et elle continue à être fréquemment exposée après sa mort. Ses premières expositions monographiques ont lieu dans des galeries à New York et Los Angeles en 1972. Sa première exposition monographique en musée a lieu à l'Université de Californie à Irvine en 1976, et sa première rétrospective à l'Université du Missouri en 1989.
Des rétrospectives posthumes ont lieu à Copenhague, Helsinki, Malmö en 2000, et au musée de Neuberg en 2009. Son travail est aussi présenté dans de nombreuses expositions collectives, parmi lesquelles WACK! Art and the Feminist Revolution aux États-Unis en 2007-2009, l'accrochage elles@centrepompidou au Centre Pompidou en 2009-2010 et Revolution in the Making: Abstract Sculpture by Women, 1947 – 2016 à la galerie Hauser & Wirth de Los Angeles.